# Михайлик Юрій Миколайович
Юрій Миколайович Михайлик (нар. 19 листопада 1939, Ушумун, нині Магдагачинский район Амурської області) — український російськомовний поет і прозаїк.

## Життєпис
Виріс в Одесі. Закінчив філологічний факультет Одеського університету (1961), працював в місцевих газетах.
Вірші публікувалися в журналах «Новий світ», «Юність», «Зірка», «Вогник», «Веселка» (Київ), «Дерибасівська-Рішельєвська», «Артикль» та інших виданнях.
Автор 12 книг віршів і 5 книг прози.
З 1964 по 1975 роки під керівництвом Михайлика працювала літстудія при Палаці студентів (по суті — міська). Серед «її» імен — О. Бейдерман, Б. Владимирський, І. Розов, Я. Топоровський, О. Скибина, О. Цвєтков, Л. Заславскій, Г. Гордон. Пізніше — Б. Херсонський, Б. Вайн, В. Зеліковскій, Т. Пахомова, М. Малеев, А. Гланц та інші. Відповідальний секретар цієї студії з 1964 по 1975 роки — Кім Канєвський.
У 1980-і роки вів літературну студію «Круг», в яку входили неофіційні одеські поети та прозаїки Бальміна Рита Дмитрівна, Бодилев Валерій, Вернікова Белла Львівна, Вершинін Лев Ремович, Галушко Андрій, Гланц Анатолій Франкович, Гойхман Сусанна і Фелікс, Дрізо Володимир, Ільницька Ольга Сергіївна, Камінський Ілля, Лукаш Павло, Мартинова Тетяна, Межурицький Петро Владленович, Сон Анна, Стремінськая (Божко) Анна, Томашевський Олег, Четвертков Сергій, Юхим Валерій, Ярмолинець Вадим, Саша Штрайхер та інші.
Укладач антології неофіційною одеської поезії «Вільне місто» [Архівовано 8 червня 2019 у Wayback Machine.] (Одеса, 1991) і збірника віршів одеських поетів «Дієслова теперішнього часу» (Київ, 2013).
Його дочка Олена (нар. 22 квітня 1970) — поетеса, філолог, перекладачка, одна з провідних дослідників прози Варлама Шаламова.
З 1993 року разом із сім'єю переїхав до Сіднею.